# 托马斯·迪勒海
托马斯·D·迪勒海（英語：Thomas D. Dillehay，1947年7月23日—）是一位美国人类学家和考古学家，范德堡大学教授，研究方向为第一批人类进入美洲的时代。